# Cerkiew Narodzenia Najświętszej Maryi Panny w Kosowie Ruskim
Cerkiew pw. Narodzenia Najświętszej Maryi Panny w Kosowie Ruskim – piętnastowieczna, niezachowana do naszych czasów, cerkiew prawosławna.

## Historia
W 1530 roku w Kosowie istniała prawosławna cerkiew Narodzenia Najświętszej Maryi Panny. Po unii brzeskiej w 1596 roku została zamieniona na cerkiew unicką. W połowie XVIII wieku jej kolatorem był Wawrzyniec Wojciech Kossowski h. Ciołek (zm. po 1753), miecznik podlaski (1705−1717) i wojski drohicki (1717−1752).